# رکوردهای تیم ملی فوتبال ایران
در این مقاله سوابق مختلف فوتبال در رابطه با تیم ملی فوتبال ایران (تیم ملی) ذکر شده‌است.

## بازیکنان

### بیشترین گل ملی

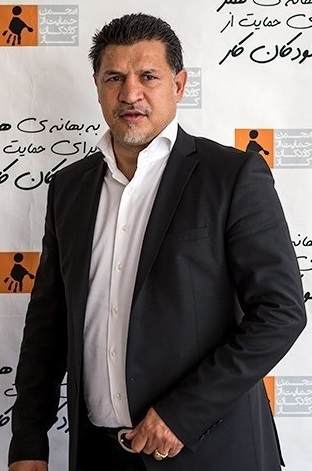
درحال حاضر علی دایی با ۱۰۸ گل رکورددار بیشترین تعداد گل زده برای تیم ملی فوتبال بزرگسالان ایران است.

گلزنان ملی به‌ترتیب بیشترین گل:
|    | نام                 | دوران     | گل  | بازی ملی |
| -- | ------------------- | --------- | --- | -------- |
| ۱  | علی دایی            | ۱۹۹۳–۲۰۰۶ | ۱۰۸ | ۱۴۸      |
| ۲  | سردار آزمون*        | ۲۰۱۴–     | ۵۷  | ۹۱       |
| ۳  | مهدی طارمی*         | ۲۰۱۵–     | ۵۵  | ۹۴       |
| ۴  | کریم باقری          | ۱۹۹۳–۲۰۱۰ | ۵۰  | ۸۷       |
| ۵  | علی کریمی           | ۱۹۹۸–۲۰۱۳ | ۳۸  | ۱۲۷      |
| ۵  | جواد نکونام         | ۲۰۰۰–۲۰۱۵ | ۳۸  | ۱۴۹      |
| ۷  | کریم انصاری‌فرد      | ۲۰۰۹–۲۰۲۴ | ۳۰  | ۱۰۴      |
| ۸  | غلامحسین مظلومی†    | ۱۹۶۹–۱۹۷۷ | ۱۹  | ۴۰       |
| ۹  | فرشاد پیوس          | ۱۹۸۴–۱۹۹۴ | ۱۸  | ۳۴       |
| ۱۰ | رضا قوچان‌نژاد       | ۲۰۱۲–۲۰۱۸ | ۱۷  | ۴۴       |
| ۱۰ | علیرضا جهانبخش*     | ۲۰۱۳–     | ۱۷  | ۹۱       |
| ۱۲ | حمید علیدوستی       | ۱۹۷۷–۱۹۸۶ | ۱۵  | ۲۷       |
| ۱۲ | وحید هاشمیان        | ۱۹۹۸–۲۰۰۹ | ۱۵  | ۵۰       |
| ۱۴ | ناصر محمدخانی       | ۱۹۸۲–۱۹۹۳ | ۱۴  | ۲۷       |
| ۱۴ | پرویز قلیچ‌خانی      | ۱۹۶۴–۱۹۷۷ | ۱۴  | ۶۶       |
| ۱۴ | علیرضا واحدی نیکبخت | ۲۰۰۰–۲۰۰۸ | ۱۴  | ۷۲       |
| ۱۷ | علی جباری           | ۱۹۶۵–۱۹۷۴ | ۱۳  | ۳۷       |
| ۱۷ | حسن روشن            | ۱۹۷۴–۱۹۸۰ | ۱۳  | ۴۸       |
| ۱۷ | علی پروین           | ۱۹۷۰–۱۹۸۰ | ۱۳  | ۷۶       |
| ۱۷ | مهدی مهدوی‌کیا       | ۱۹۹۶–۲۰۰۹ | ۱۳  | ۱۱۰      |
| ۲۱ | بهتاش فریبا         | ۱۹۷۷–۱۹۸۶ | ۱۲  | ۱۶       |
| ۲۱ | حمید استیلی         | ۱۹۹۰–۲۰۰۰ | ۱۲  | ۸۲       |
| ۲۳ | حسین فرکی           | ۱۹۷۷–۱۹۸۰ | ۱۱  | ۲۲       |
| ۲۳ | حسین کلانی          | ۱۹۶۷–۱۹۷۳ | ۱۱  | ۲۴       |
| ۲۳ | محمد محبی*          | ۲۰۱۹–     | ۱۱  | ۲۸       |
| ۲۳ | عبدالصمد مرفاوی     | ۱۹۸۶–۱۹۹۴ | ۱۱  | ۳۱       |
| ۲۳ | همایون بهزادی †     | ۱۹۶۲–۱۹۷۲ | ۱۱  | ۳۵       |
| ۲۳ | خداداد عزیزی        | ۱۹۹۲–۲۰۰۴ | ۱۱  | ۴۵       |
| ۲۳ | غلامرضا رضایی       | ۲۰۰۸–۲۰۱۳ | ۱۱  | ۵۰       |
| ۲۳ | اشکان دژاگه         | ۲۰۱۲–۲۰۱۹ | ۱۱  | ۵۹       |
| ۲۳ | علی پروین           | ۱۹۷۰–۱۹۸۰ | ۱۱  | ۷۶       |

بر اساس داده‌هایی از FIFA و RSSSF و teammelli. 
* بازیکنی که هنوز بازی می‌کند یا امکان دارد بازی کند.
† بازیکنی که دیگر در قید حیات نیست. 
به‌روزرسانی شده در ۲۰ خرداد ۱۴۰۴

### بیشترین بازی ملی
توجه: در آمارگیری جدید بازی‌های ملی تنها مسابقات رسمی تیم‌ملی فوتبال یک کشور مقابل تیم‌ملی فوتبال یک کشور دیگر به عنوان بازی ملی محسوب می‌شود و این همان مبنایی است که از سوی فیفا برای ثبت بازی‌های ملی اعلام شده‌است. این فهرست بر این مبنا که مبنای رسمی فیفاست، تنظیم شده‌است.
| #  | نام                    | دوران بازی | بازی ملی |
| -- | ---------------------- | ---------- | -------- |
| ۱  | جواد نکونام            | ۲۰۰۰–۲۰۱۵  | ۱۴۹      |
| ۲  | علی دایی               | ۱۹۹۳–۲۰۰۶  | ۱۴۸      |
| ۳  | احسان حاج‌صفی           | ۲۰۰۸–۲۰۲۴  | ۱۴۲      |
| ۴  | علی کریمی              | ۱۹۹۸–۲۰۱۲  | ۱۲۷      |
| ۵  | سید جلال حسینی         | ۲۰۰۷–۲۰۱۸  | ۱۱۵      |
| ۶  | مهدی مهدوی‌کیا          | ۱۹۹۶–۲۰۰۹  | ۱۱۰      |
| ۷  | کریم انصاری‌فرد         | ۲۰۰۹–۲۰۲۴  | ۱۰۴      |
| ۸  | آندرانیک تیموریان      | ۲۰۰۵–۲۰۱۶  | ۱۰۱      |
| ۹  | مهدی طارمی*            | ۲۰۱۵–      | ۹۴       |
| ۱۰ | علیرضا جهانبخش*        | ۲۰۱۳–      | ۹۱       |
| ۱۱ | سردار آزمون*           | ۲۰۱۴–      | ۹۱       |
| ۱۲ | کریم باقری             | ۱۹۹۳–۲۰۱۰  | ۸۷       |
| ۱۳ | مسعود شجاعی            | ۲۰۰۶–۲۰۱۹  | ۸۷       |
| ۱۴ | حسین کعبی              | ۲۰۰۲–۲۰۱۱  | ۸۴       |
| ۱۵ | حمید استیلی            | ۱۹۹۰–۲۰۰۰  | ۸۲       |
| ۱۶ | محمد نصرتی             | ۲۰۱۳–۲۰۰۲  | ۸۱       |
| ۱۷ | علیرضا بیرانوند*       | ۲۰۱۵–      | ۸۰       |
| ۱۸ | جواد زرینچه            | ۱۹۸۷–۲۰۰۰  | ۸۰       |
| ۱۹ | سعید عزت‌اللهی*         | ۲۰۱۵–      | ۷۷       |
| ۲۰ | سید مهدی رحمتی         | ۲۰۰۴–۲۰۱۲  | ۷۶       |
| ۲۱ | علی پروین              | ۱۹۷۰–۱۹۸۸  | ۷۶       |
| ۲۲ | یحیی گل‌محمدی           | ۱۹۹۳–۲۰۰۶  | ۷۴       |
| ۲۳ | احمدرضا عابدزاده       | ۱۹۸۷–۱۹۹۸  | ۷۳       |
| ۲۴ | علیرضا واحدی نیکبخت    | ۲۰۰۰–۲۰۰۸  | ۷۲       |
| ۲۵ | وحید امیری             | ۲۰۱۵–۲۰۲۳  | ۷۱       |
| ۲۶ | میلاد محمدی*           | ۲۰۱۵–      | ۷۰       |
| ۲۷ | ابراهیم میرزاپور       | ۲۰۰۱–۲۰۱۱  | ۷۰       |
| ۲۸ | هادی عقیلی             | ۲۰۰۶–۲۰۱۲  | ۶۹       |
| ۲۹ | مهرداد میناوند†        | ۱۹۹۶–۲۰۰۳  | ۶۸       |
| ۳۰ | پرویز قلیچ خانی        | ۱۹۶۴–۱۹۷۷  | ۶۶       |
| ۳۱ | رامین رضاییان          | ۲۰۱۵–۲۰۲۴  | ۶۵       |
| ۳۲ | افشین پیروانی          | ۱۹۹۳–۲۰۰۲  | ۶۵       |
| ۳۳ | امید ابراهیمی          | ۲۰۱۲–۲۰۲۴  | ۶۴       |
| ۳۴ | نادر محمدخانی          | ۱۹۸۸–۱۹۹۹  | ۶۴       |
| ۳۵ | ناصر حجازی†            | ۱۹۶۸–۱۹۸۰  | ۶۲       |
| ۳۶ | محمدرضا خلعتبری        | ۲۰۰۸–۲۰۱۴  | ۶۰       |
| ۳۷ | ایمان مبعلی            | ۲۰۰۲–۲۰۱۲  | ۶۰       |
| ۳۸ | اشکان دژاگه            | ۲۰۱۲–۲۰۱۹  | ۵۹       |
| ۳۹ | خسرو حیدری             | ۲۰۰۷–۲۰۱۵  | ۵۹       |
| ۴۰ | محمدحسین کنعانی‌زادگان* | ۲۰۱۵–      | ۵۹       |
| ۴۱ | سامان قدوس*            | ۲۰۱۷–      | ۵۹       |
| ۴۲ | مرتضی پورعلی‌گنجی*      | ۲۰۱۵–      | ۵۴       |
| ۴۳ | رحمان رضایی            | ۲۰۰۰–۲۰۰۷  | ۵۴       |
| ۴۴ | حامد کاویانپور         | ۲۰۰۰–۲۰۰۵  | ۵۳       |
| ۴۵ | مهدی ترابی*            | ۲۰۱۵–      | ۵۱       |
| ۴۶ | پژمان منتظری           | ۲۰۱۰–۲۰۱۸  | ۵۱       |
| ۴۷ | شجاع خلیل‌زاده*         | ۲۰۰۹–      | ۵۰       |
| ۴۸ | محمد خاکپور            | ۱۹۸۹–۲۰۰۰  | ۵۰       |
| ۴۹ | وحید هاشمیان           | ۱۹۹۸–۲۰۰۹  | ۵۰       |
| ۵۰ | غلامرضا رضایی          | ۲۰۰۸–۲۰۱۳  | ۵۰       |

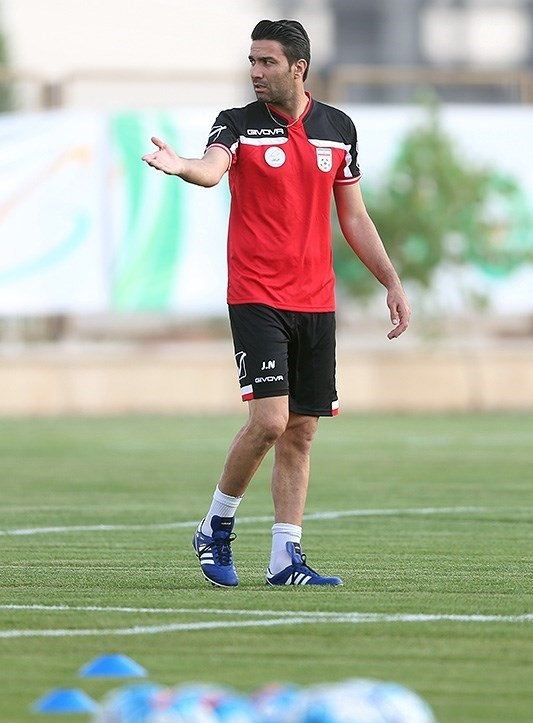
درحال حاضر جواد نکونام با ۱۴۹ بازی ملی از این حیث رکورددار بیشترین تعداد بازی برای تیم ملی فوتبال بزرگسالان ایران است.

- بازیکنان با بیش از ۱۰۰ بازی
- * بازیکنی که هنوز بازی می‌کند یا امکان دارد بازی کند.

به‌روزرسانی شده در ۲۰ خرداد ۱۴۰۴

### بیشترین دروازه‌بانی
توضیح: در این فهرست، بازیکنانی که در میانه بازی با دروازه‌بان در ترکیب تعویض شده یا به صورت مقطعی در یک‌بازی در ترکیب اصلی حضور داشته‌اند، محسوب نشدند:
| #  | نام              | دوران بازی | تعداد بازی | تعداد کلین شیت |
| -- | ---------------- | ---------- | ---------- | -------------- |
| ۱  | علیرضا بیرانوند* | ۱۳۹۳–      | ۸۰         | ۴۶             |
| ۲  | سید مهدی رحمتی   | ۱۳۸۳–۱۳۹۱  | ۷۶         | ۳۵             |
| ۳  | احمدرضا عابدزاده | ۱۳۶۶–۱۳۷۷  | ۷۳         | ۳۴             |
| ۴  | ابراهیم میرزاپور | ۱۳۸۰–۱۳۸۹  | ۷۰         | ۳۲             |
| ۵  | ناصر حجازی †     | ۱۳۴۸–۱۳۵۹  | ۶۲         | ۲۷             |
| ۶  | بهزاد غلامپور    | ۱۳۶۹–۱۳۷۸  | ۲۷         | ۱۲             |
| ۷  | عزیز اصلی †      | ۱۳۴۲–۱۳۴۸  | ۲۴         | ۱۰             |
| ۸  | علیرضا حقیقی     | ۱۳۹۰–۱۳۹۶  | ۲۳         | ۱۴             |
| ۹  | منصور رشیدی      | ۱۳۵۱–۱۳۶۴  | ۲۰         | ۱۵             |
| ۱۰ | پرویز برومند     | ۱۳۷۶–۱۳۸۱  | ۲۰         | ۱۰             |
| ۱۱ | بهروز سلطانی     | ۱۳۶۱–۱۳۶۸  | ۱۷         | ۹              |
| ۱۲ | حسن رودباریان    | ۱۳۸۵–۱۳۸۶  | ۱۷         | ۱۰             |
| ۱۳ | هادی طباطبایی    | ۱۳۷۶–۱۳۷۹  | ۱۴         | ۶              |
| ۱۴ | وحید طالبلو      | ۱۳۸۴–۱۳۸۸  | ۱۴         | ۷              |
| ۱۵ | نیما نکیسا       | ۱۳۷۵–۱۳۷۷  | ۱۳         | ۶              |
| ۱۶ | سید حسین حسینی*  | ۱۳۹۷–      | ۱۲         | ۸              |
| ۱۷ | امیر عابدزاده    | ۱۳۹۷–۱۴۰۱  | ۱۱         | ۸              |
| ۱۸ | رحمان احمدی      | ۱۳۸۷–۱۳۹۳  | ۱۱         | ۵              |
| ۱۹ | بهرام مودت       | ۱۳۵۰–۱۳۵۶  | ۱۰         | ۵              |
| ۲۰ | پیام نیازمند*    | ۱۳۹۹–      | ۹          | ۶              |
| ۲۱ | سید احمد سجادی   | ۱۳۶۵–۱۳۶۸  | ۸          | ۳              |
| ۲۲ | محمد بیاتی       | ۱۳۳۷–۱۳۳۸  | ۷          | ۱              |
| ۲۳ | داود فنایی       | ۱۳۷۹–۱۳۸۱  | ۷          | ۳              |

* بازیکنی که هنوز بازی می‌کند یا امکان دارد بازی کند.
به‌روزرسانی شده در ۲۰ خرداد ۱۴۰۴

### بیشترین کارت
تا تاریخ ۲۵ آبان ۱۴۰۳:
| #  | نام               | دوران بازی | تعداد کارت زرد | تعداد کارت قرمز |
| -- | ----------------- | ---------- | -------------- | --------------- |
| ۱  | جواد نکونام       | ۲۰۰۰–۲۰۱۵  | ۲۵             | ۱               |
| ۲  | حسین کعبی         | ۲۰۰۲–۲۰۱۱  | ۲۴             | ۱               |
| ۳  | آندرانیک تیموریان | ۲۰۰۵–۲۰۱۶  | ۲۳             | ۱               |
| ۴  | مسعود شجاعی       | ۲۰۰۴–۲۰۱۹  | ۱۳             | ۲               |
| ۵  | علی کریمی         | ۱۹۹۸–۲۰۱۲  | ۱۵             | –               |
| ۶  | مهدی مهدوی کیا    | ۱۹۹۶–۲۰۰۹  | ۱۰             | ۲               |
| ۷  | علی دایی          | ۱۹۹۳–۲۰۰۶  | ۹              | ۲               |
| ۸  | علیرضا نیکبخت     | ۲۰۰۰–۲۰۰۸  | ۱۱             | ۱               |
| ۹  | محمد نصرتی        | ۲۰۰۲–۲۰۱۳  | ۱۳             | –               |
| ۱۰ | کریم باقری        | ۱۹۹۳–۲۰۱۰  | ۱۰             | ۱               |
| ۱۱ | مهرزاد معدنچی     | ۲۰۰۳–۲۰۱۰  | ۱۲             | –               |
| ۱۲ | یحیی گل محمدی     | ۱۹۹۳–۲۰۰۶  | ۱۱             | –               |
| ۱۳ | شجاع خلیل‌زاده *   | ۲۰۰۹–      | ۵              | ۲               |

* بازیکنی که هنوز بازی می‌کند یا امکان دارد بازی کند.
به‌روزرسانی شده در ۲۵ آبان ۱۴۰۳

### بازیکنان اخراج شده
۱. آندرانیک تیموریان (۱)
۲. جواد نکونام (۱)
۳. حسین کعبی (۱)
۴. سعید عزت‌اللهی (۱)
۵. صادق محرمی (۱)
۶. صالح حردانی (۱)
۷. علیرضا بیرانوند (۱)
۸. علیرضا واحدی نیکبخت (۱)
۹. محمدحسین کنعانی‌زادگان (۱)
۱۰. مهدی طارمی (۱)
۱۱. میلاد محمدی (۱)
۱۲. مهرداد پولادی (۱)
۱۳. شجاع خلیل‌زاده (۲)
۱۴. علی دایی (۲)
۱۵. مسعود شجاعی (۲)
۱۶. مهدی مهدوی‌کیا (۲)

## کاپیتان‌ها
تا تاریخ ۲۵ مارس ۲۰۲۵ (۵ فروردین ۱۴۰۴) پس از بازی مقابل  ازبکستان
| #  | دوره            | بازیکن            | تعداد بازی‌ها (گل‌ها) | سال‌های فعالیت | تعداد بازی‌ها در نقش کاپیتان (گل‌ها) |
| -- | --------------- | ----------------- | ------------------- | ------------- | ---------------------------------- |
| ۱  | ۱۹۶۵–۱۹۶۷       | محمد رنجبر        | ۲۳ (۰)              | ۱۹۵۹–۱۹۶۷     | ۹ (۰)                              |
| ۲  | ۱۹۶۷–۱۹۷۰       | حسن حبیبی         | ۳۱ (۰)              | ۱۹۵۸–۱۹۷۰     | ۱۰ (۰)                             |
| ۳  | ۱۹۷۰–۱۹۷۲       | مصطفی عرب         | ۴۸ (۲)              | ۱۹۵۹–۱۹۷۲     | ۱۳ (۰)                             |
| ۴  | ۱۹۷۲–۱۹۷۷       | پرویز قلیچ‌خانی    | ۶۴ (۱۲)             | ۱۹۶۴–۱۹۷۷     | ۲۶ (۷)                             |
| ۵  | ۱۹۷۷–۱۹۸۰       | علی پروین         | ۷۶ (۱۳)             | ۱۹۷۰–۱۹۸۰     | ۳۱ (۲)                             |
| ۶  | ۱۹۸۰            | ناصر حجازی        | ۶۲ (۰)              | ۱۹۶۸–۱۹۸۰     | ۷ (۰)                              |
| ۷  | ۱۹۸۰–۱۹۸۴       | مهدی دینورزاده    | ۲۶ (۰)              | ۱۹۷۷–۱۹۸۴     | ۹ (۰)                              |
| ۸  | ۱۹۸۴–۸۷ ۱۹۸۹–۹۱ | محمد پنجعلی       | ۴۵ (۰)              | ۱۹۷۸–۱۹۹۱     | ۲۷ (۰)                             |
| ۹  | ۱۹۸۷–۸۹ ۱۹۹۱–۹۳ | سیروس قایقران     | ۴۳ (۶)              | ۱۹۸۶–۱۹۹۳     | ۲۲ (۳)                             |
| ۱۰ | ۱۹۹۳            | حمید درخشان       | ۴۱ (۹)              | ۱۹۸۰–۱۹۹۳     | ۱۲ (۳)                             |
| ۱۱ | ۱۹۹۳–۱۹۹۴       | فرشاد پیوس        | ۳۴ (۱۸)             | ۱۹۸۴–۱۹۹۴     | ۴ (۱)                              |
| ۱۲ | ۱۹۹۶            | مجتبی محرمی       | ۳۷ (۵)              | ۱۹۸۸–۱۹۹۶     | ۲ (۰)                              |
| ۱۳ | ۱۹۹۶–۱۹۹۸       | احمدرضا عابدزاده  | ۷۳ (۰)              | ۱۹۸۸–۱۹۹۸     | ۳۸ (۰)                             |
| ۱۴ | ۱۹۹۸–۱۹۹۹       | نادر محمدخانی     | ۶۴ (۱)              | ۱۹۸۸–۱۹۹۹     | ۹ (۱)                              |
| ۱۵ | ۱۹۹۹–۲۰۰۰       | جواد زرینچه       | ۸۰ (۱)              | ۱۹۸۷–۲۰۰۰     | ۸ (۰)                              |
| ۱۶ | ۲۰۰۰–۲۰۰۶       | علی دایی          | ۱۴۸ (۱۰۸)           | ۱۹۹۳–۲۰۰۶     | ۸۰ (۴۴)                            |
| ۱۷ | ۲۰۰۶–۲۰۰۹       | مهدی مهدوی‌کیا     | ۱۱۰ (۱۳)            | ۱۹۹۶–۲۰۰۹     | ۱۷ (۱)                             |
| ۱۸ | ۲۰۰۹–۲۰۱۳       | علی کریمی         | ۱۲۷ (۳۵)            | ۲۰۰۰–۲۰۱۵     | ۱۶ (۲)                             |
| ۱۹ | ۲۰۱۵–۲۰۱۶       | آندرانیک تیموریان | ۱۰۱ (۹)             | ۲۰۰۵–۲۰۱۶     | ۸ (۱)                              |
| ۲۰ | ۲۰۱۶–۲۰۱۷       | سید جلال حسینی    | ۱۱۵ (۸)             | ۲۰۰۷–۲۰۱۸     | ۸ (۱)                              |
| ۲۱ | ۲۰۱۷–۲۰۱۹       | مسعود شجاعی       | ۸۷ (۸)              | ۲۰۰۴–۲۰۱۹     | ۱۸ (۰)                             |
| ۲۲ | ۲۰۱۹–۲۰۲۳       | احسان حاج‌صفی      | ۱۴۲ (۷)             | ۲۰۰۸–۲۰۲۴     | ۴۳ (۳)                             |
| ۲۳ | ۲۰۲۳–           | علیرضا جهانبخش    | ۹۱ (۱۷)             | ۲۰۱۳–         | ۲۲ (۸)                             |

### بیشترین بازی در نقش کاپیتان
تا تاریخ ۲۵ مارس ۲۰۲۵ (۵ فروردین ۱۴۰۴) پس از بازی مقابل  ازبکستان
| #  | بازیکن           | تعداد بازی‌ها | سال‌های فعالیت | تعداد بازی‌ها در نقش کاپیتان |
| -- | ---------------- | ------------ | ------------- | --------------------------- |
| ۱  | علی دایی         | ۱۴۸          | ۱۹۹۳–۲۰۰۶     | ۸۰                          |
| ۲  | جواد نکونام      | ۱۴۹          | ۲۰۰۰–۲۰۱۵     | ۵۶                          |
| ۳  | احسان حاج‌صفی     | ١۴۲          | ۲۰۰۸–۲۰۲۴     | ۴۳                          |
| ۴  | احمدرضا عابدزاده | ۷۳           | ۱۹۸۸–۱۹۹۸     | ۳۸                          |
| ۵  | علی پروین        | ۷۶           | ۱۹۷۰–۱۹۸۰     | ۳۱                          |
| ۶  | محمد پنجعلی      | ۴۵           | ۱۹۷۸–۱۹۹۱     | ۲۷                          |
| ۷  | پرویز قلیچ‌خانی   | ۶۴           | ۱۹۶۴–۱۹۷۷     | ۲۶                          |
| ۸  | علیرضا جهانبخش*  | ۹۱           | ۲۰۱۳–         | ۲۲                          |
| ۹  | سیروس قایقران    | ۴۳           | ۱۹۸۶–۱۹۹۳     | ۲۲                          |
| ۱۰ | مهدی مهدوی‌کیا    | ۱۱۰          | ۱۹۹۶–۲۰۰۹     | ۱۷                          |
| ۱۱ | علی کریمی        | ۱۲۷          | ۱۹۹۸–۲۰۱۲     | ۱۶                          |
| ۱۲ | مصطفی عرب        | ۴۸           | ۱۹۵۹–۱۹۷۲     | ۱۳                          |

### کاپیتان‌های ایران در جام جهانی
تا تاریخ ۲۹ نوامبر ۲۰۲۲ (۸ آذر ۱۴۰۱) پس از بازی مقابل  ایالات متحده آمریکا
| # | تعداد بازی‌ها در نقش کاپیتان | بازیکن           | تعداد بازی‌ها در نقش کاپیتان در جام‌جهانی (گل‌ها) | سال‌های فعالیت | تعداد بازی‌ها (گل‌ها) |
| - | --------------------------- | ---------------- | ---------------------------------------------- | ------------- | ------------------- |
| ۱ | ۳ (۰)                       | علی پروین        | ۱۹۷۸ آرژانتین                                  | ۱۹۷۰–۱۹۸۰     | ۷۶ (۱۱)             |
| ۲ | ۱ (۰)                       | نادر محمدخانی    | ۱۹۹۸ فرانسه                                    | ۱۹۸۸–۱۹۹۹     | ۶۴ (۱)              |
| ۳ | ۲ (۰)                       | احمدرضا عابدزاده | ۱۹۹۸ فرانسه                                    | ۱۹۸۷–۱۹۹۸     | ۷۳ (۰)              |
| ۴ | ۲ (۰)                       | علی دایی         | ۲۰۰۶ آلمان                                     | ۱۹۹۳–۲۰۰۶     | ۱۴۸ (۱۰۸)           |
| ۵ | ۱ (۰)                       | یحیی گل‌محمدی     | ۲۰۰۶ آلمان                                     | ۱۹۹۳–۲۰۰۶     | ۷۴ (۵)              |
| ۶ | ۳(۰)                        | جواد نکونام      | ۲۰۱۴ برزیل                                     | ۲۰۰۰–۲۰۱۵     | ۱۴۹ (۳۸)            |
| ۷ | ۱ (۰)                       | مسعود شجاعی      | ۲۰۱۸ روسیه                                     | ۲۰۰۴–۲۰۱۹     | ۸۷ (۸)              |
| ۸ | ۲ (۰)                       | احسان حاج‌صفی     | ۲۰۱۸ روسیه                                     | ۲۰۰۸–۲۰۲۴     | ۱۴۲ (۷)             |
| ۹ | ۳ (۰)                       | احسان حاج‌صفی     | ۲۰۲۲ قطر                                       | ۲۰۰۸–۲۰۲۴     | ۱۴۲ (۷)             |

### کاپیتان‌های ایران در جام ملت‌های آسیا
تا تاریخ ۷ فوریه ۲۰۲۴ (۱۸ بهمن ۱۴۰۲) پس از بازی مقابل  قطر
| #  | تعداد بازی‌ها در نقش کاپیتان | بازیکن          | تعداد بازی‌های آسیایی در نقش کاپیتان | سال‌های فعالیت | تعداد بازی‌ها (گل‌ها) |
| -- | --------------------------- | --------------- | ----------------------------------- | ------------- | ------------------- |
| ۱  | ۴ (۰)                       | حسن حبیبی       | ۱۹۶۸ ایران                          | ۱۹۵۸–۱۹۷۰     | ۳۱ (۰)              |
| ۲  | ۴ (۰)                       | مصطفی عرب       | ۱۹۷۲ تایلند                         | ۱۹۵۹–۱۹۷۲     | ۴۸ (۲)              |
| ۳  | ۳(۰)                        | پرویز قلیچ‌خانی  | ۱۹۷۶ ایران                          | ۱۹۶۴–۱۹۷۷     | ۶۴ (۱۲)             |
| ۴  | ۵ (۰)                       | ناصر حجازی      | ۱۹۸۰ کویت                           | ۱۹۶۸–۱۹۸۰     | ۶۲ (۰)              |
| ۵  | ۶ (۰)                       | محمد پنجعلی     | ۱۹۸۴ سنگاپور                        | ۱۹۷۸–۱۹۹۱     | ۴۵ (۰)              |
| ۶  | ۶ (۰)                       | سیروس قایقران   | ۱۹۸۸ قطر                            | ۱۹۸۶–۱۹۹۲     | ۴۰ (۶)              |
| ۷  | ۳ (۰)                       | سیروس قایقران   | ۱۹۹۲ ژاپن                           | ۱۹۸۶–۱۹۹۲     | ۴۰ (۶)              |
| ۸  | ۲ (۰)                       | مجتبی محرمی     | ۱۹۹۶ امارات متحدهٔ عربی              | ۱۹۸۸–۱۹۹۶     | ۳۷ (۵)              |
| ۹  | ۴ (۳)                       | علی دایی        | ۲۰۰۰ لبنان                          | ۱۹۹۳–۲۰۰۶     | ۱۴۸ (۱۰۸)           |
| ۱۰ | ۶ (۳)                       | علی دایی        | ۲۰۰۴ چین                            | ۱۹۹۳–۲۰۰۶     | ۱۴۸ (۱۰۸)           |
| ۱۱ | ۴ (۰)                       | مهدی مهدوی‌کیا   | ۲۰۰۷ اندونزی، مالزی، تایلند، ویتنام | ۱۹۹۶–۲۰۰۹     | ۱۱۰ (۱۳)            |
| ۱۲ | ۳ (۰)                       | جواد نکونام     | ۲۰۱۱ قطر                            | ۲۰۰۰–۲۰۱۵     | ۱۴۹ (۳۸)            |
| ۱۳ | ۴ (۰)                       | جواد نکونام     | ۲۰۱۵ استرالیا                       | ۲۰۰۰–۲۰۱۵     | ۱۴۹ (۳۸)            |
| ۱۴ | ۵ (۲)                       | اشکان دژآگه     | ۲۰۱۹ امارات متحده عربی              | ۲۰۱۲–۲۰۱۹     | ۵۹ (۱۱)             |
| ۱۵ | ۱ (۰)                       | امید ابراهیمی   | ۲۰۱۹ امارات متحده عربی              | ۲۰۱۲–۲۰۲۴     | ۶۴ (۱)              |
| ۱۶ | ۴ (۰)                       | احسان حاج‌صفی    | ۲۰۲۳ قطر                            | ۲۰۰۸–۲۰۲۴     | ۱۴۲ (۷)             |
| ۱۷ | ۲ (۲)                       | علیرضا جهانبخش* | ۲۰۲۳ قطر                            | ۲۰۱۳–         | ۹۱ (۱۷)             |

## بیشترین بازی ملی
بیشترین بازی ملی
جواد نکونام، ۱۴۹ بازی ملی، ۲۰۰۰–۲۰۱۵
علی دایی، ۱۴۸ بازی ملی، ۱۹۹۳–۲۰۰۶
سایرین
احسان حاج‌صفی، ١۴۲ بازی ملی، ۲۰۰۸–۲۰۲۴
علی کریمی، ۱۲۷ بازی ملی، ۱۹۹۸–۲۰۱۳
سیدجلال حسینی، ۱۱۵ بازی ملی، ۲۰۰۷–۲۰۱۸
مهدی مهدوی‌کیا، ۱۱۰ بازی ملی، ۱۹۹۶–۲۰۰۹
کریم انصاری‌فرد، ۱۰۴ بازی ملی، ۲۰۰۹–۲۰۲۴
آندرانیک تیموریان، ۱۰۱ بازی ملی، ۲۰۰۵–۲۰۱۶
حضور در جام جهانی
- احسان حاج‌صفی، ۹ بازی، ۲۰۱۴، ۲۰۱۸، ۲۰۲۲
- علیرضا جهانبخش، ۸ بازی، ۲۰۱۴، ۲۰۱۸، ۲۰۲۲
- مهدی مهدوی‌کیا، ۶ بازی، ۱۹۹۸، ۲۰۰۶
- آندرانیک تیموریان، ۶ بازی، ۲۰۰۶، ۲۰۱۴

حضور در مسابقات جام جهانی
- مسعود شجاعی، ۳ جام جهانی، ۲۰۰۶، ۲۰۱۴، ۲۰۱۸
- احسان حاج صفی، ۳ جام جهانی، ۲۰۱۴، ۲۰۱۸، ۲۰۲۲
- کریم انصاری فرد، ۳ جام جهانی، ۲۰۱۴، ۲۰۱۸، ۲۰۲۲
- علیرضا جهانبخش، ۳ جام جهانی، ۲۰۱۴، ۲۰۱۸، ۲۰۲۲

مسن‌ترین بازیکن حاضر در جام جهانی
علی دایی، ۳۷ سال، ۲۰۰۶
جوانترین بازیکن حاضر در جام جهانی
حسین کعبی جام جهانی ۲۰۰۶
مسن‌ترین بازیکن برای حضور در جام ملت‌های آسیا
علی دایی، ۳۵ سال، ۲۰۰۴
اولین حضور بازیکنی که هرگز در یک باشگاه ایرانی بازی نکرده‌است
فریدون زندی، در مقابل  بحرین در ۹ فوریه ۲۰۰۵
اولین بازیکنی که به عنوان جانشین وارد بازی شد
محمد مهاجر، در مقابل  افغانستان در ۲۵ اوت ۱۹۴۱

## گل
اولین گل
مسعود برومند در مقابل  ترکیه در یک دیدار دوستانه ۲۶ اکتبر ۱۹۴۷
بیشترین گل
علی دایی، ۱۰۸، (۱۹۹۳–۲۰۰۶)
بیشترین گل در یک مسابقه
- کریم باقری، ۷ گل، مقابل  مالدیو در ۲ ژوئن ۱۹۹۷ (مقدماتی جام جهانی ۱۹۹۸)
- کریم باقری، ۶ گل، مقابل  گوآم در ۲۴ نوامبر-۲۰۰۰ (مقدماتی جام جهانی ۲۰۰۲)
- علی دایی، ۵ گل، مقابل  سری‌لانکا در تاریخ ۱۲ ژوئن ۱۹۹۶ (مقدماتی جام ملتهای آسیا ۱۹۹۶)

چهار گل در یک مسابقه
- بهتاش فریبا، در مقابل  بنگلادش در تاریخ ۲۲ سپتامبر ۱۹۸۰ (جام ملتهای آسیا ۱۹۸۰ آسیا)
- ناصر محمدخانی، در مقابل  بنگلادش در تاریخ ۷ اوت ۱۹۸۴ (مرحله انتخابی جام ملتهای آسیا ۱۹۸۴)؛
- علی اصغر مدیر روستا، در مقابل  تایوان در ۲۵ ژوئن ۱۹۹۳ (مقدماتی جام جهانی ۱۹۹۴)
- علی دایی، در مقابل    نپال در تاریخ ۱۰ ژوئن ۱۹۹۶ (مسابقات انتخابی جام ملتهای آسیا ۱۹۹۶)
- علی دایی، در مقابل  کرهٔ جنوبی در تاریخ ۱۶ دسامبر ۱۹۹۶ (جام ملتهای آسیا ۱۹۹۶)
- علی کریمی، در مقابل  گوآم در ۲۴ نوامبر ۲۰۰۰ (مقدماتی جام جهانی ۲۰۰۲)
- علی دایی، در مقابل  لائوس در تاریخ ۱۷ نوامبر ۲۰۰۴ (مقدماتی جام جهانی ۲۰۰۶)
- کریم انصاری فرد، در مقابل  کامبوج در تاریخ ۱۰ اکتبر ۲۰۱۹ (مقدماتی جام جهانی ۲۰۲۲)

سه گل در یک مسابقه
- امیرمسعود برومند، در مقابل  پاکستان در ۲۷ اکتبر ۱۹۵۰
- عباس حجاری، در مقابل  پاکستان در ۱۴ دسامبر ۱۹۵۹ (مسابقات انتخابی جام ملتهای آسیا ۱۹۶۰)
- حمید شیرزادگان، در مقابل  عراق در ۱۳ دسامبر ۱۹۶۳ (مقدماتی المپیک ۱۹۶۴)
- علی جباری، در مقابل  پاکستان در ۱۲ مارس ۱۹۶۹
- حسین کلانی، در مقابل  عراق در ۹ مه ۱۹۷۲ (جام ملت‌های آسیا ۱۹۷۲)
- علی جباری، در مقابل  تایلند در تاریخ ۱۳ مه ۱۹۷۲ (جام ملتهای آسیا ۱۹۷۲)
- غلامحسین مظلومی، در مقابل  پاکستان در ۳ سپتامبر ۱۹۷۴ (بازی‌های آسیایی ۱۹۷۴)
- غلامحسین مظلومی، در مقابل  یمن جنوبی در تاریخ ۸ ژوئن ۱۹۷۶ (جام ملتهای آسیا ۱۹۷۶)
- کریم باوی، در مقابل    نپال در تاریخ ۴ ژوئن ۱۹۸۸ (مقدماتی جام ملتهای آسیا ۱۹۸۸)
- فرشاد پیوس، در مقابل  مالزی در تاریخ ۲۴ سپتامبر ۱۹۹۰ (بازیهای آسیایی ۱۹۹۰)
- کریم باقری، در مقابل  سری‌لانکا در تاریخ ۱۷ ژوئن ۱۹۹۶ (مقدماتی جام حذفی آسیا ۱۹۹۶)
- حمید استیلی، در مقابل  مالدیو در ۲ ژوئن ۱۹۹۷ (مقدماتی جام جهانی ۱۹۹۸)
- علی دایی، در مقابل  ازبکستان در ۱۴ دسامبر ۱۹۹۸ (بازی‌های آسیایی ۱۹۹۸)
- علی دایی، در مقابل  مالدیو در تاریخ ۳۱ مارس ۲۰۰۰ (مسابقات انتخابی جام ملتهای آسیا ۲۰۰۰)
- علی دایی، در مقابل  گوآم در ۲۴ نوامبر ۲۰۰۰ (مقدماتی جام جهانی ۲۰۰۲)
- فرهاد مجیدی، در مقابل  گوآم در ۲۴ نوامبر ۲۰۰۰ (مقدماتی جام جهانی ۲۰۰۲)
- سیروس دین محمدی، مقابل  عمان در ۸ اوت ۲۰۰۱
- علی کریمی، در مقابل  اسلواکی در تاریخ ۱۵ اوت ۲۰۰۱
- علی دایی، در مقابل  لبنان در ۱۷ ژوئن ۲۰۰۴ (مسابقات قهرمانی WAFF غرب آسیا)
- علی کریمی، در مقابل  کرهٔ جنوبی در تاریخ ۳۱ ژوئیه ۲۰۰۴ (جام ملت‌های آسیا ۲۰۰۴)
- جواد نکونام، مقابل  لبنان در تاریخ ۶ فوریه ۲۰۱۳ (مقدماتی جام ملت‌های آسیا ۲۰۱۵)
- سردار آزمون، در مقابل  مقدونیه شمالی در ۲ ژوئن ۲۰۱۶
- مهدی طارمی، در مقابل  سوریه در تاریخ ۶ ژوئن ۲۰۱۹
- سردار آزمون، در مقابل  کامبوج در تاریخ ۱۰ اکتبر ۲۰۱۹ (مقدماتی جام جهانی فوتبال ۲۰۲۲)
- مهدی طارمی، در مقابل  افغانستان در تاریخ ۱۳ ژوئن ۲۰۲۳ (تورنمنت کافا)
- مهدی طارمی، در مقابل  قرقیزستان در تاریخ ۱۶ ژوئن ۲۰۲۳ (تورنومنت کافا)
- مهدی طارمی، در مقابل  هنگ کنگ در تاریخ ۶ ژوئن ۲۰۲۴ (مقدماتی جام جهانی فوتبال ۲۰۲۶)

اولین گل در یک مسابقه جام جهانی
ایرج دانایی فرد، جام جهانی ۱۹۷۸ مقابل  اسکاتلند
اولین گل در یک رقابت انتخابی جام جهانی
غلام وفاخواه، در مقابل  کویت در تاریخ ۶ مه ۱۹۷۳ (مقدماتی جام جهانی ۱۹۷۴)
مسن‌ترین گلزن جام جهانی
یحیی گل محمدی، ۳۵ سال، ۲۰۰۶
جوانترین گلزن در جام جهانی
مهدی مهدوی‌کیا، ۲۰ سال، ۱۹۹۸
مسن‌ترین گلزن جام ملت‌های آسیا
علی دایی، ۳۵ سال، ۲۰۰۴
بیشترین گلی که از پنالتی‌ها به ثمر رسیده‌است
علی دایی ۱۶ گل.
جوانترین گلزن
الهیار صیادمنش، ۱۷ سال و ۳۴۲ روز، ۲۰۱۹
اولین گل توسط یک جانشین
اولین گلزن ایرانی در ورزشگاه آزادی: پرویز قلیچ خانی در مقابل  استرالیا ۲۴ اوت ۱۹۷۳

## پرگل‌ترین‌ها

### پر گل ترین بردهای تاریخ تیم ملی فوتبال ایران
| #  | بازی                  | نتیجه | عنوان بازیها                                  | تاریخ            | ورزشگاه/شهر                |
| -- | --------------------- | ----- | --------------------------------------------- | ---------------- | -------------------------- |
| ۱  | ایران - گوام          | ۱۹–۰  | مقدماتی جام جهانی ۲۰۰۲                        | ۴ آذر ۱۳۷۹       | تختی، تبریز                |
| ۲  | ایران - مالدیو        | ۱۷–۰  | مقدماتی جام جهانی ۱۹۹۸                        | ۱۲ خرداد ۱۳۷۶    | عباسیون، دمشق              |
| ۳  | ایران - کامبوج        | ۱۴–۰  | مقدماتی جام جهانی ۲۰۲۲ و جام ملت‌های آسیا ۲۰۲۳ | ۱۸ مهر ۱۳۹۸      | آزادی، تهران               |
| ۴  | ایران - سری‌لانکا      | ۱۱–۰  | مقدماتی بازی‌های المپیک ۱۹۸۰                   | ۱۹ اسفند ۱۳۵۸    | مرکز شهر سنگاپور، سنگاپور  |
| ۵  | ایران - کامبوج        | ۱۰–۰  | مقدماتی جام جهانی ۲۰۲۲ و جام ملت‌های آسیا ۲۰۲۳ | ۲۱ خرداد ۱۴۰۰    | ورزشگاه ملی بحرین ، الرفاع |
| ۶  | ایران - بنگلادش       | ۹–۰   | جام قائد اعظم ۱۹۸۲                            | ۶ اسفند ۱۳۶۰     | شهر کراچی، پاکستان         |
| ۷  | ایران - مالدیو        | ۹–۰   | مقدماتی جام جهانی ۱۹۹۸                        | ۲۱ خرداد ۱۳۷۶    | آزادی، تهران               |
| ۸  | ایران - پاکستان       | ۹–۱   | جام دوستی ۱۹۶۹                                | ۲۱ اسفند ۱۳۴۷    | امجدیه، تهران              |
| ۹  | ایران - مالدیو        | ۸–۰   | مقدماتی جام ملت‌های آسیا ۲۰۰۰                  | ۱۲ فروردین ۱۳۷۹  | ورزشگاه حمدانیه، حلب       |
| ۱۰ | ایران - نپال          | ۸–۰   | مقدماتی جام ملت‌های آسیا ۱۹۹۶                  | ۲۱ خرداد ۱۳۷۵    | آزادی، تهران               |
| ۱۱ | ایران - یمن جنوبی     | ۸–۰   | جام ملت‌های آسیا ۱۹۷۶                          | ۱۸ خرداد ۱۳۵۵    | آریامهر، تهران             |
| ۱۲ | ایران - پاپوآ گینه نو | ۸–۱   | دوستانه (۲۰۱۶)                                | ۲۰ آبان ۱۳۹۵     | ورزشگاه شاه عالم، مالزی    |
| ۱۳ | ایران - جامائیکا      | ۸–۱   | دوستانه (۲۰۰۷)                                | ۱۱ تیر ۱۳۸۶      | آزادی، تهران               |
| ۱۴ | ایران - پاکستان       | ۷–۰   | جام عمران منطقه‌ای (جام اکو) ۱۹۷۰              | ۱۵ شهریور ۱۳۴۹   | امجدیه، تهران              |
| ۱۵ | ایران - لائوس         | ۷–۰   | مقدماتی جام جهانی ۲۰۰۶                        | ۱۲ فروردین ۱۳۸۳  | وینتیان، لائوس             |
| ۱۶ | ایران - سری‌لانکا      | ۷–۰   | مقدماتی جام ملت‌های آسیا ۱۹۹۶                  | ۲۳ خرداد ۱۳۷۵    | آزادی، تهران               |
| ۱۷ | ایران - قرقیزستان     | ۷–۰   | مقدماتی جام جهانی ۱۹۹۸                        | ۱۴ خرداد ۱۳۷۶    | شهر دمشق، سوریه            |
| ۱۸ | ایران - لائوس         | ۷–۰   | مقدماتی جام جهانی ۲۰۰۶                        | ۲۷ آبان ۱۳۸۳     | آزادی، تهران               |
| ۱۹ | ایران - پاکستان       | ۷–۰   | بازی‌های آسیایی ۱۹۷۴                           | ۱۲ شهریور ۱۳۵۳   | آریامهر، تهران             |
| ۲۰ | ایران - بنگلادش       | ۷–۰   | جام ملت‌های آسیا ۱۹۸۰                          | ۳۱ شهریور ۱۳۵۹   | شهر کویت، کویت             |
| ۲۱ | ایران - فلسطین        | ۷–۰   | دوستانه (۲۰۱۲)                                | ۱۳ مهر ۱۳۹۰      | آزادی، تهران               |
| ۲۲ | ایران - پاکستان       | ۷–۰   | مقدماتی جام ملت‌های آسیا ۱۹۹۲                  | ۲۱ اردیبهشت ۱۳۷۱ | شهر کلکته، هند             |
| ۲۳ | ایران - سوریه         | ۷–۱   | قهرمانی غرب آسیا ۲۰۰۴                         | ۱ تیر ۱۳۸۳       | آزادی، تهران               |
| ۲۴ | ایران - فیلیپین       | ۷–۱   | مقدماتی جام ملت‌های آسیا ۱۹۸۴                  | ۲۴ مرداد ۱۳۶۳    | جاکارتا، اندونزی           |
| ۲۵ | ایران - بحرین         | ۶–۰   | بازی‌های آسیایی ۱۹۷۴                           | ۱۶ شهریور ۱۳۵۳   | امجدیه، تهران              |
| ۲۶ | ایران - بحرین         | ۶–۰   | مقدماتی جام جهانی ۲۰۱۴                        | ۱۹ مهر ۱۳۹۰      | آزادی، تهران               |
| ۲۷ | ایران - گوام          | ۶–۰   | مقدماتی جام جهانی ۲۰۱۸ و جام ملت‌های آسیا ۲۰۱۹ | ۲۶ آبان ۱۳۹۴     | روستای ددیدو، گوام         |
| ۲۸ | ایران - چین تایپه     | ۶–۰   | مقدماتی جام جهانی ۱۹۹۴                        | ۴ تیر ۱۳۷۲       | آزادی، تهران               |
| ۲۹ | ایران - چین تایپه     | ۶–۰   | مقدماتی جام جهانی ۱۹۹۴                        | ۱۳ تیر ۱۳۷۲      | شهر دمشق، سوریه            |
| ۳۰ | ایران - قرقیزستان     | ۶–۰   | دوستانه (۲۰۱۶)                                | ۱۸ خرداد ۱۳۹۵    | آزادی، تهران               |
| ۳۱ | ایران - سنگاپور       | ۶–۰   | مقدماتی جام ملت‌های آسیا ۲۰۱۱                  | ۲۵ دی ۱۳۸۷       | آزادی، تهران               |
| ۳۲ | ایران - گوام          | ۶–۰   | مقدماتی جام جهانی ۲۰۱۸ و جام ملت‌های آسیا ۲۰۱۹ | ۱۲ شهریور ۱۳۹۴   | آزادی، تهران               |
| ۳۳ | ایران - نپال          | ۶–۰   | بازی‌های آسیایی ۱۹۸۶                           | ۶ مهر ۱۳۶۵       | شهر دائجون، کره جنوبی      |
| ۳۴ | ایران - افغانستان     | ۶–۱   | مسابقات کافا ۲۰۲۳                             | ۲۳ خرداد ۱۴۰۲    | دولن اومورزاکوف، بیشکک     |
| ۳۵ | ایران - تاجیکستان     | ۶–۱   | دوستانه (۲۰۱۲)                                | ۱۶ آبان ۱۳۹۱     | آزادی، تهران               |
| ۳۶ | ایران - لائوس         | ۶–۱   | بازی‌های آسیایی بانکوک                         | ۱۴ آذر ۱۳۷۷      | استان سیساکت، تایلند       |
| ۳۷ | ایران - قطر           | ۶–۱   | قهرمانی غرب آسیا ۲۰۰۸                         | ۲۱ مرداد ۱۳۸۷    | تختی، تهران                |
| ۳۸ | ایران - کره جنوبی     | ۶–۲   | جام ملت‌های آسیا ۱۹۹۶                          | ۲۶ آذر ۱۳۷۵      | شهر دوبی، امارات           |

## خلاصه افتخارات

### جام ال جی
| کشور میزبان / سال       | مقام کسب شده | بازی | برد | مساوی | باخت | گل زده | گل خورده | تفاضل گل | امتیاز |
| ----------------------- | ------------ | ---- | --- | ----- | ---- | ------ | -------- | -------- | ------ |
| ۱۹۹۸ جام ال جی          | مقام سوم     | ۲    | ۱   | ۰     | ۱    | ۱      | ۲        | -۱       | ۳      |
| ۲۰۰۰ جام ال جی          | مقام سوم     | ۲    | ۱   | ۱     | ۰    | ۴      | ۲        | +۲       | ۴      |
| ۲۰۰۱ جام ال جی (مصر)    | مقام چهارم   | ۲    | ۰   | ۰     | ۲    | ۰      | ۲        | -۲       | ۰      |
| ۲۰۰۱ جام ال جی (ایران)  | قهرمان       | ۲    | ۲   | ۰     | ۰    | ۹      | ۲        | +۷       | ۶      |
| جام ال جی ۲۰۰۲ (مراکش)  | قهرمان       | ۲    | ۱   | ۱     | ۰    | ۱      | ۰        | ۱+       | ۴      |
| ۲۰۰۲ جام ال جی (ایران)  | قهرمان       | ۲    | ۰   | ۲     | ۰    | ۲      | ۲        | ۰        | ۲      |
| جام ال جی ۲۰۰۳ (نیجریه) | مکان چهارم ۱ | ۱    | ۰   | ۰     | ۱    | ۱      | ۲        | -۱       | ۰      |
| جام ال جی ۲۰۰۳ (ایران)  | مقام سوم     | ۲    | ۱   | ۰     | ۱    | ۴      | ۲        | +۲       | ۳      |
| جام ال جی ۲۰۰۶ (اردن)   | نا مشخص ۲    | ۲    | ۱   | ۱     | ۰    | ۲      | ۰        | +۲       | ۴      |
| کل (همه مسابقات)        | ۹/۹          | ۱۷   | ۷   | ۵     | ۵    | ۲۴     | ۱۴       | +۱۰      | ۲۶     |
| کل (فقط مسابقات رسمی) * | ۹/۹          | ۱۳   | ۶   | ۳     | ۴    | ۱۹     | ۱۰       | +۹       | ۲۱     |

- فقط از مسابقات رسمی ارشد «الف» بین‌المللی (شامل نتایج مسابقات جوانان، تیم B و تیم باشگاه‌ها نیست) تشکیل شده‌است.
- منبع: http://www.rsssf.com/tablesl/lgcup.html
- ۱-مسابقه مکان سوم [۱ ژوئن] ایران بازی غنا را انجام نمی‌دهد [ایران ۳۵ دقیقه در زمین صبر کرد ، در حالی که غنا به هیچ وجه حاضر نشد ، ظاهراً خواستار پول جایزه برای فینالیست‌های رده چهارم (غیر معمول در مسابقات ال جی). سرانجام ، ایران بدون اینکه اطلاعاتی را از «سازمان دهندگان» نیجریه به دست آورد ، رفت. یک روز بعد ، تیم فوتبال نیجریه به غنا مقام سوم (و پول جوایز مربوطه) را اعطا کرد زیرا ایران زمین را ترک کرده بود (sic! ) ایران به‌طور قابل توجهی اعتراض کرده‌است.]
- ۲-ظاهرا فقط ۲ مسابقه ([۴ اکتبر] عراق ۰–۲ ایران و [۶ اکتبر] اردن ۰–۰ ایران) برگزار شد، ساختار مسابقات نامشخص است.

### مسابقات کوچک
- فقط از مسابقات رسمی ارشد «الف» بین‌المللی (شامل نتایج مسابقات جوانان، تیم B و تیم باشگاه‌ها نیست) تشکیل شده‌است.
- جام بین‌المللی Quaid-E-Azam
- 1985 جام نهرو
- جام فوریه Ciao 1999
- 2001 تمدن جام
- 2005 جام تهران

### مسابقات ویژه
دو مسابقات برای تیم A اما ایران تیم B و تیم باشگاه را اعزام می‌کند.
| کشور میزبان / سال           | مقام کسب شده | بازی | برد | مساوی | باخت | گل زده | گل خورده | تفاضل گل | امتیاز |
| --------------------------- | ------------ | ---- | --- | ----- | ---- | ------ | -------- | -------- | ------ |
| بازی‌های آفریقایی ۲۰۰۳       | دور ۱        | ۳    | ۰   | ۱     | ۲    | ۲      | ۴        | -۲       | ۱      |
| ۲۰۰۵ بازی‌های همبستگی اسلامی | مقام سوم     | ۶    | ۳   | ۳     | ۰    | ۱۶     | ۱        | +۱۵      | ۱۲     |
| جمع                         | ۲/۲          | ۹    | ۳   | ۴     | ۲    | ۱۸     | ۵        | +۱۳      | ۱۶     |

- همه مسابقات مسابقات بین‌المللی "A" بین‌المللی غیررسمی است.

### مسابقه دوستانه ویژه
| کشور میزبان / سال                | حریف     | بازی | برد | مساوی | باخت | گل زده | گل خورده | تفاضل گل | امتیاز |
| -------------------------------- | -------- | ---- | --- | ----- | ---- | ------ | -------- | -------- | ------ |
| ۷۵ امین سالگرد تأسیس رئال مادرید | آرژانتین | ۱    | ۰   | ۱     | ۰    | ۱      | ۱        | ۰        | ۱      |
| 1999 Kirin World Challenge Cup   | ژاپن     | ۱    | ۰   | ۱     | ۰    | ۱      | ۱        | ۰        | ۱      |
| جمع                              | ۲/۲      | ۲    | ۰   | ۲     | ۰    | ۲      | ۲        | ۰        | ۲      |

### نتایج مسابقه دوستانه
این جدول فقط از ۲ نتیجه مسابقه دوستانه تیمی (شامل جام ۳ و ۴ کشورها و سایر مسابقات دوستانه و صغیر) نیست. همچنین فقط مسابقات رسمی ارشد بین‌المللی «الف» (شامل نتایج مسابقات تیم‌های جوانان، B و تیم باشگاه‌ها نیست).
- از ۱۱ نوامبر ۲۰۱۶

### سوابق کلی آمار زمان کلی / نتایج
- فقط از مسابقات رسمی ارشد «الف» بین‌المللی (شامل نتایج مسابقات جوانان، تیم B و تیم باشگاه‌ها نیست) تشکیل شده‌است.
- به دلیل شمارش در مسابقات جام جهانی فیفا (۲۰۱۸) شمرده شده از مسابقات مقدماتی جام ملتهای آسیا ۲۰۱۹ آسیا است.
  - فقط از ۲ نتیجه مسابقه دوستانه تیمی تشکیل شده‌است (شامل جام ۳ و ۴ کشورها و سایر مسابقات دوستانه و جزئی نیست).

### خلاصه
| رویداد                              | طلا | نقره | برنز | جمع |
| ----------------------------------- | --- | ---- | ---- | --- |
| جام ملت‌های آسیا                     | ۳   | ۰    | ۶    | ۹   |
| بازی‌های آسیایی                      | ۳   | ۲    | ۰    | ۵   |
| قهرمانی غرب آسیا                    | ۴   | ۱    | ۱    | ۶   |
| بازی‌های غرب آسیا                    | ۱   | ۱    | ۱    | ۳   |
| جام کافا                            | ۱   | ۰    | ۰    | ۱   |
| جام اکو                             | ۳   | ۳    | ۰    | ۶   |
| جام ال جی                           | ۴   | ۰    | ۳    | ۷   |
| مسابقات کوچک                        | ۵   | ۶    | ۴    | ۱۵  |
| AFC – OFC Challenge Cup             | ۱   | ۰    | ۰    | ۱   |
| تورنومنت بین‌المللی اردن             | ۱   | ۰    | ۰    | ۱   |
| جام ملتهای آفریقایی و آسیایی        | ۰   | ۱    | ۰    | ۱   |
| ۲۰۰۵ بازی‌های همبستگی کشورهای اسلامی | ۰   | ۰    | ۱    | ۱   |
| جمع                                 | ۲۶  | ۱۴   | ۱۶   | ۵۶  |

## رتبه‌بندی جهانی فیفا

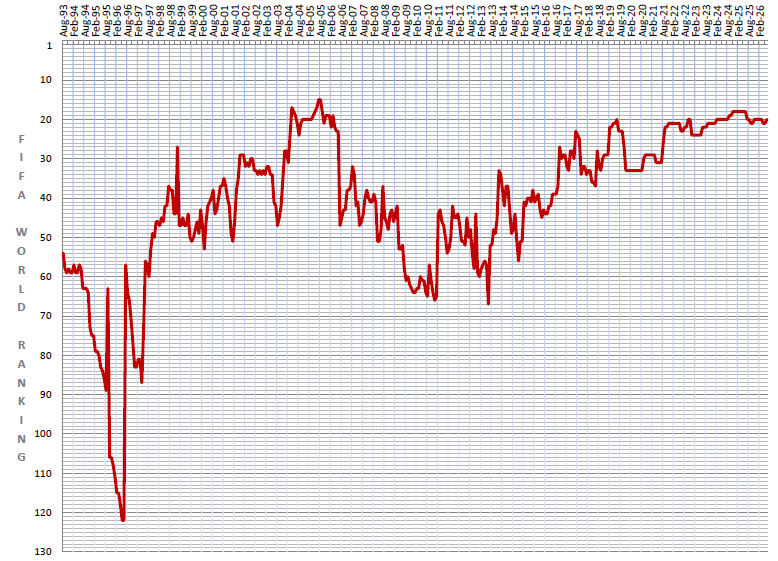
FIFA World Rankings for Iran, اوت ۱۹۹۳ – March 2018

بالاترین رتبه فیفا
۱۵ (ژوئیه ۲۰۰۵)
پایین‌ترین رتبه فیفا
۱۲۲ (مه ۱۹۹۶)
بهترین پیشرفت
۶۵ (ژوئیه ۱۹۹۶)
بدترین پیشرفت
۴۳- (اکتبر ۱۹۹۵)